# كورت فان دي
كورت فان دي (بالفرنسية: Kurt Van de Wouwer)‏ ولد بتاريخ 24 سبتمبر 1971 في بلجيكا، هو دراج بلجيكي سابق في صنف سباق الدراجات على الطريق.

## سجل النتائج

### المراكز
- حقق المركز الـ 16 في سباق طواف فرنسا 1998
- حقق المركز الـ 11 في سباق طواف فرنسا 1999
- حقق المركز الـ 17 في سباق طواف فرنسا 2000

## روابط خارجية
- كورت فان دي على موقع الاتحاد الدولي للدراجات (الإنجليزية)
- كورت فان دي على موقع أرشيف الدراجات (الإنجليزية)
- كورت فان دي على موقع إحصائيات الدراجات الإحترافية (الإنجليزية)
- كورت فان دي على موقع نسبة الدراجات (الإنجليزية)